# Fortunat Gralewski
Fortunat Gralewski (ur. 1829, zm. 24 kwietnia 1893 w Krakowie) − krakowski aptekarz, działacz patriotyczny i społeczny, filantrop.
Fortunat Gralewski urodził się prawdopodobnie w 1829 roku. Praktykę aptekarską odbył w aptece „Pod Słońcem”, należącej do profesora Józefa Sawiczewskiego. W 1858 roku zakupił aptekę Pod Złotym Tygrysem”, znajdującą się przy ulicy Szczepańskiej 1 (róg Sławkowskiej). Po wybuchu powstania styczniowego, wraz z jednym ze swych pracowników, Konstantym Wrotnowskim, zajmował się przemytem broni przez granicę Królestwa Polskiego, dla walczących tam oddziałów powstańczych.
Po upadku powstania Fortunat Gralewski zaangażował się w działalność społeczną. Był długoletnim prezesem Gremium Aptekarzy Galicji Zachodniej, współzałożycielem Towarzystwa Młodzieży Aptekarskiej, organizującego pomoc materialną dla biedniejszych studentów farmacji oraz członkiem Towarzystwa Opieki nad Weteranami 1831 roku. Pełnił również obowiązki radnego miasta Krakowa. Czynnie udzielał się w zawodzie aptekarza, uzyskując między innymi pochwałę za swe wyroby farmaceutyczne na Wystawie Lekarsko-Przyrodniczej w 1869 roku. Prowadził w swej aptece praktyki dla studentów farmacji, do jego wychowanków należeli między innymi Bolesław Jawornicki i Franciszek Pik.
Fortunat Gralewski zmarł 24 kwietnia 1893 roku na zapalenie płuc i został pochowany na cmentarzu Rakowickim.
Córka Fortunata Gralewskiego, Maria, wyszła w 1887 roku za malarza Jacka Malczewskiego.